# ناتاشا ريتشاردسون
ناتاشا ريتشاردسون (بالإنجليزية: Natasha Richardson) (مواليد 11 مايو 1963 - الوفاة 18 مارس 2009) هي ممثلة بريطانية بدأت مسيرتها الفنية عام 1968.

## الأعمال
- ذي بارينت تراب
- خادمة في مانهاتن
- الأشباح
- حلم ليلة صيف
- هاملت
- عربة اسمها الرغبة

## وفاتها
توفيت في 19 مارس 2009 بعد إصابتها بنزيف دماغي في الرأس إثر تعرضها لحادث أثناء تزلجها في منتجع مونت تريمبلانت في كندا.

## روابط خارجية
- ناتاشا ريتشاردسون على موقع IMDb (الإنجليزية)
- ناتاشا ريتشاردسون على موقع ميتاكريتيك (الإنجليزية)
- ناتاشا ريتشاردسون على موقع الموسوعة البريطانية (الإنجليزية)
- ناتاشا ريتشاردسون على موقع روتن توميتوز (الإنجليزية)
- ناتاشا ريتشاردسون على موقع ألو سيني (الفرنسية)
- ناتاشا ريتشاردسون على موقع ميوزك برينز (الإنجليزية)
- ناتاشا ريتشاردسون على موقع تيرنر كلاسيك موفيز (الإنجليزية)
- ناتاشا ريتشاردسون على موقع أول موفي (الإنجليزية)
- ناتاشا ريتشاردسون على موقع قاعدة بيانات برودواي على الإنترنت (الإنجليزية)
- ناتاشا ريتشاردسون على موقع قاعدة بيانات الأفلام السويدية (السويدية)